# Manchester, New Hampshire
Manchester là thành phố lớn nhất tiểu bang New Hampshire và cũng là thành phố lớn nhất ở Bắc New England, một khu vực bao gồm cả các bang Vermont, New Hampshire và Maine. Thành phố này nằm ở Quận Hillsborough hai bên bờ của sông Merrimack. Theo điều tra dân số năm 2000, thành phố này có dân số 107.007 người và năm 2005, Văn phòng Năng lượng và Kế hoạch của New Hampshire ước tính dân số thành phố gần 110.000 người. Manchester là trung tâm của Manchester, NH, New England City và Town Metropolitan Area (NECTA MA), với dân số năm 2000 là 176.663 người.